# Нижньогородська міська електричка
Нижньогородська міська електричка — один з видів рейкового  транспорту Нижнього Новгорода.  Разом з метрополітеном утворює систему швидкісного рейкового транспорту міста. Складається з двох ліній — Сормовської і Приокської. Заснована на базі ГЗ 24 червня 2013 року, як доповнення до метрополітену.

## Мережа

### Лінії
|  |

|  |

|  |

|  |

|  |

|  |

|  |

|  |

|  |

|  |

|  |

|  |

|  |

|  |

|  |

|  |

|  |

|  |

|  |

|  |

|  |

|  |

|  |

|  |

|  |

|  |

|  |

|  |

|  |

|  |

|  |

|  |

|  |

|  |

|  |

|  |

|  |

|  |

|  |

|  |

|  |

|  |

|  |

|  |

|  |

|  |

|  |

|  |

|  |

|  |

|  |

|  |

|  |

|  |

|  |

|  |

|  |

|  |

| # | Назва лінії  | Кінцеві станції                                 | Кількість станцій |
| - | ------------ | ----------------------------------------------- | ----------------- |
| 1 | Сормовська-1 | Нижній Новгород-Московський — Дубравна          | 11                |
| 2 | Сормовська-2 | Почінкі — Варя                                  | 4                 |
| 3 | Приокська    | Нижній Новгород-Московський — Проспект Гагаріна | 12                |
|   | Всього       |                                                 | 28                |

Сормовська лінія — складається з 7 станцій і з'єднує собою Сормовський район і Московський вокзал, що робить її альтернативою лінії метро.  Має пересадочні вузол з вокзалу на станцію метро «Московська» та на станції «Почінкі». Система оплати проїзду об'єднана з іншим міським громадським транспортом.
Приокська лінія — складається з 12 станцій.  Має 5 пересадочних вузлів з міським і приміським транспортом на Московському вокзалі і станціях: «Нижній Новгород—Сортувальний», «Петряївка», «Окська»  і «Проспект Гагаріна».
Виходить за межі міста й з'єднує собою Канавінський, Ленінський, Автозаводський, Нижньогородський (Зелене місто) і Приокський райони.Також з'єднує місто та передмістя через що ціна на проїзд може змінюватися, в залежності від тарифної зони.
Друга Сормовська лінія - тестований ділянку від станції «Почінкі» до станції «Варя». Складається з трьох станцій і з'єднує 7-й мікрорайон з центром Сормова і частково зі станцією метро «Буревісник». Відстань між цими станціями можна проїхати на трамваї з безкоштовною пересадкою по транспортній карті. Тестовий запуск в години пік стався 1 лютого 2020 року, а повноцінне відкриття лінії відбудеться 1 травня 2020 року.
Крім основних трьох ліній є ще один напрямок, що не включене в систему міської електрички: «„Доськина“—„Кущова“». Вартість проїзду за цим напрямком дорівнює вартості в будь-якому міському громадському транспорті, і воно має пересадочні станції на потяги міської електрички. Станція «Кущова» знаходиться в безпосередній близькості від станції метро «Комсомольська» і є непрямим пересадочних вузлом між ними.

## Вартість проїзду
На Сормовській лінії вартість проїзду становить 28 рублів, як і на громадському транспорті.
На Приокській лінії  вартість проїзду становить 28 рублів від Московського вокзалу до станції «Петряевка» і від станції «Петряевка» до станції «Проспект Гагаріна».
На Другий Сормовской лінії вартість проїзду становить 29 рублів.

## Рухомий склад
| Серія | Зображення | Тип                     | Макс. швидкість | Кількість | Номери рейсів | Вагонів на склад | Планування місць | Лінія                 | Роки експлуатації |
| ----- | ---------- | ----------------------- | --------------- | --------- | ------------- | ---------------- | ---------------- | --------------------- | ----------------- |
| ЕД9М  |            | приміський електропоїзд | 120             | 10        | 7404–7409     | 4 або 6          | 3+3              | Сормовська, Приокська | 2013 – н.ч.       |
| ЕД9Е  |            | приміський електропоїзд | 120             | 7         | 0024          | 4 або 6          | 3+3              | Приокська             | 2013 – н.ч.       |
| ЕП3Д  |            | приміський електропоїзд | 120             | 10        | 0027          | 6                | 2+2              | Сормовська, Приокська | 2018 – н.ч.       |

## Проблеми
Міська електричка — аналог німецької системи S-Bahn. Є ряд проблем, які заважають її розвитку. Одна з них — залізничні переїзди на автомобільних дорогах. Потік автомобілів не дає випускати на лінії більшу кількість складів. При проїзді електрички через переїзди вона змушена зменшувати швидкість, а на дорогах утворюються затори. Адміністрація міста планує вирішити цю проблему за допомогою будівництва шляхопроводів над автомобільними дорогами.